# Catâr
Catârul (în latină Equus mullus) este un animal hibrid obținut prin încrucișarea dintre iapă și măgar. Este un animal folosit la transport în diferite expediții. Este rezistent la frig, foame și sete. Este folosit în armată (vânători de munte) pentru transportul echipamentelor. Are urechile lungi ca ale măgarului, iar înălțimea între măgar și cal.
Cu foarte rare excepții, catârul este steril (nu se poate reproduce).
A nu se confunda cu bardoul, care este rezultatul încrucișării dintre măgăriță și armăsar.

## Utilizarea în alimentație
Codul Comun Internațional Privind Achizițiile de Produse și Servicii - CPV (Common Procurement Vocabulary) 15118900-7 include produsele „Carne de măgar, de catâr sau de bardou”.